# Earl Swope
Earl Bowman Swope (Hagerstown, 4 augustus 1923 - Washington, D.C., 2 januari 1968) was een Amerikaans jazztrombonist.
Swope, broer van trombonist Rob Swope, speelde met Sonny Dunham (1942), Boyd Raeburn ((1943-1944), Georgie Auld (1945) en Buddy Rich (1945-1947). Van 1947 tot 1949 werkte hij bij Woody Herman en was hij in kleine groepen (met Stan Getz en Serge Chaloff) betrokken bij plaatopnames. Rond 1951 was hij kort actief bij Elliot Lawrence, daarna werkte hij als freelancer in Washington en New York. In de loop van de jaren vijftig begeleidde hij onder meer Charlie Parker, Lester Young, Dizzy Gillespie en Oscar Pettiford. Ook was hij lid van de bigbands van Jimmy Dorsey (1957) en Louie Bellson (1959). In de jaren zestig was hij actief in Washington.

## Discografie
- The Lost Session, Jazz Guild, 1978

- Bibliothèque nationale de France: cb13900221n (data)
- Gemeinsame Normdatei: 135160103
- International Standard Name Identifier: 0000 0000 4211 8956
- Library of Congress Control Number: no2001057549
- MusicBrainz: 8a4d72b0-3a87-4480-9a23-d5e14f93e31e
- Istituto Centrale per il Catalogo Unico: DDSV078678
- Virtual International Authority File: 71043584
- WorldCat: E39PBJt3X4GPFvFmtxhTqkGyh3